# クルンプケ・ロバーツ賞
クルンプケ・ロバーツ賞 (Klumpke-Roberts Award) は、天文学者ドロシー・クルンプケ＝ロバーツ (Dorothea Klumpke-Roberts) が、夫のアイザック・ロバーツと彼女の両親を記念するために遺贈したもので、太平洋天文協会 (Astronomical Society of Pacific) が天文学と天文教育への貢献に対して授与する国際賞・国内賞の1つである。
一般の人々の天文学への理解と認識を深める活動に顕著な貢献をした人に対して授与される。科学・教育・執筆及び出版・報道・天文普及・芸術・その他天文学に対する一般の理解と認識を深める活動に携わっているあらゆる国の個人を対象としている。2020年から隔年で表彰される予定であったが、2020年の表彰がキャンセルされたため、2021年から隔年で表彰されることとなった。

## 受賞者
これまでの受賞者は以下の通り。
- 2023年 Don McCarthy
- 2022年 Suzanne Gurton
- 2021年 Lars Lindberg Christensen
- 2019年 Jay Pasachoff
- 2017年  Paul A. Delaney
- 2016年  Chris Impey
- 2015年  Robert Nemiroff, Jerry Bonnell
- 2014年  Dennis Schatz
- 2013年  Mary Kay Hemenway
- 2012年  イアン・リドパス
- 2011年  Paul Davies
- 2010年  Marcia Bartusiak
- 2009年  Isabel Hawkins
- 2008年  デーヴァ・ソベル
- 2007年  Noreen Grice
- 2006年  Jeffrey Rosendhal
- 2005年  Jeff Goldstein
- 2004年  Seth Shostak
- 2003年  Hubble Heritage Project, 宇宙望遠鏡科学研究所
- 2002年  Don Davis, Jon Lomberg
- 2001年  Sandi Preston
- 2000年  Jack Horkheimer
- 1999年  Stephen P. Maran
- 1998年  Julieta Fierro
- 1997年  Franklyn M. Branley
- 1996年  Terence Dickinson
- 1995年  Heidi Hammel
- 1994年  Andrew Fraknoi
- 1993年  David Morrison
- 1992年  フィリップ・モリソン
- 1991年  Richard Berry
- 1990年  Donald Goldsmith
- 1989年  Ed Krupp
- 1988年  Joseph Chamberlain
- 1987年  スカイ&テレスコープ誌の編集者
- 1986年  Timothy Ferris
- 1985年  James Stokley
- 1984年  Deborah Byrd
- 1983年  ヘレン・ソーヤー・ホッグ
- 1982年  バルト・ボーク
- 1981年  Dietrick Thomsen
- 1980年  Walter S. Sullivan
- 1979年  William J. Kaufmann III
- 1978年  パトリック・ムーア
- 1977年  フレッド・ホイル
- 1976年  Chesley Bonestell
- 1975年  アイザック・アシモフ
- 1974年  カール・セーガン